# Bube, Dame, König, grAS
Bube, Dame, König, grAS ist ein Film des britischen Autorenfilmers Guy Ritchie aus dem Jahr 1998. Der Independentfilm verbindet das Thriller- und Komödien-Genre miteinander. Im Jahr 2000 folgte ein gleichnamiger Serienableger.

## Handlung
Der Film handelt von vier Freunden, die sich mit kleineren Betrügereien über Wasser halten und bei einem Pokerspiel (die Variante Three card brag) den Coup ihres Lebens landen wollen. Eddy gilt als richtig guter Pokerspieler, weil er die Regungen seines Gegenübers erspüren kann, und darum glaubt, er könne den örtlichen Mafiaboss „Hackebeil“ Harry Lonsdale bei einer illegalen Pokerrunde abziehen. Er und seine Freunde Tom, Soap und Bacon treiben irgendwie den nötigen Einsatz von 100.000 £ auf, die Voraussetzung für die Teilnahme an der Runde sind. Wie nicht anders zu erwarten, wird dort aber mit gezinkten Karten und versteckten Kameras gearbeitet, so dass die vier Freunde am Ende nicht nur ihren Einsatz los sind, sondern auch noch mit 500.000 £ Schulden beim Big Boss in der Kreide stehen. Sie müssen jetzt innerhalb einer Woche das Geld zurückzahlen – oder es wird ihnen für jeden Tag Verzug ein Finger abgehackt.
Durch einen Zufall – die Wände ihrer Wohnung sind nicht gerade dick – erfahren die vier Freunde, dass Kriminelle, die neben ihnen wohnen, einen Deal planen und viel Geld sowie eine große Menge Marihuana erbeuten wollen. Dieses wollen sie ein paar Kiffern abnehmen, die das Gras für den Gangsterboss Rory Breaker anbauen und verkaufen. Da kommt den Vieren die Idee, den Kriminellen nach deren Beutezug das Diebesgut ebenfalls wieder abzunehmen, um damit ihre Schulden bei Harry zu bezahlen.
Nach dem erfolgreichen Überfall will das Quartett das Gras verkaufen. Dazu spricht Tom „Nick den Griechen“ an, der daraufhin ein Geschäft zwischen ihnen und Rory Breaker einfädeln will. Rory ist auch interessiert, findet aber heraus, dass es ja sein eigenes Gras ist, das ihm nun verkauft werden soll. Er zieht mit einem Killerkommando los, um sich so sein Gras und sein Geld zurückzuholen.
Gleichzeitig finden aber auch die kriminellen Nachbarn der vier heraus, wer sie beklaut hat, und verschanzen sich bei ihnen zu Hause. Dort werden sie dann von Rory Breaker und seinen Männern überfallen. Es kommt zu einer Schießerei, die fast keiner überlebt. Nur der Kopf der Nachbarsbande, Dog, entkommt mit dem Geld – das ihm noch während seines Fluchtversuchs von Big Chris, dem Geldeintreiber von Harry Lonsdale, abgenommen wird. Denn Chris hält Dog für einen der vier Freunde, die jedoch erst später nach Hause kommen und erschüttert in einer Wohnung voller Leichen stehen.
Verängstigt rufen die Vier bei Harry an, aus dessen Sicht die Spielschulden jedoch bereits bezahlt sind. Er möchte die Jungs trotzdem sprechen, weil sie sich für den Überfall zwei antike Gewehre bei Nick dem Griechen besorgt hatten, die dieser von zwei Kleinganoven nach einem Einbruch verhökert bekam. Auftraggeber dieses Diebstahls war jedoch Harry Lonsdale selbst, der den enormen Wert der Waffen von 250.000-300.000 £ kannte. Harry erhält in der Zwischenzeit genau diese Waffen von Big Chris ausgehändigt, der sie Dog mitsamt dem Geld abgenommen hatte.
Indessen werden die beiden Kleinganoven von Barry dem Baptisten, Harrys Mann fürs Grobe, massiv unter Druck gesetzt, um die Gewehre zurückzuholen. Sie verfolgen deren Spur bis zu Harrys Etablissement und stürmen den Laden, nicht ahnend, dass dies ihr Auftraggeber ist, wild um sich schießend. Dabei kommen Harry, Barry und die beiden Ganoven um. Eddy und Tom treffen direkt kurz ein, finden wiederum eine Wohnung voller Leichen vor und wollen mit den Gewehren und ihrer Sporttasche voller Geld verschwinden. Dabei werden sie jedoch von Big Chris gestellt, der annimmt, dass die Gewehre geladen seien und die beiden daher mit den Flinten fliehen lässt, die Geldtasche aber bei sich behält.
Da nun alle Widersacher tot sind, feiern die Vier eine wüste Party der Befreiung, schicken aber Tom los, um die Flinten in der Themse zu versenken, damit sämtliche potentiellen Beweismittel vernichtet sind. Später kommt Big Chris zu ihnen in die Bar und gibt ihnen die Tasche wieder. Zunächst denken sie, es würde sich das Geld darin befinden, bemerken dann aber, dass sie lediglich einen Auktionskatalog enthält, der ihnen den Wert der antiken Gewehre deutlich macht. Sie versuchen panisch, Tom auf dem Handy zu erreichen, um mit dem Verkauf der Antiquitäten doch noch ein bisschen Gewinn zu machen. Die letzte Szene zeigt Tom, der halsbrecherisch auf dem Brückengeländer balanciert, um die auf einen Podest gefallenen Gewehre doch noch ins Wasser zu schubsen, während sein Handy, das er zwischen die Zähne geklemmt hat, klingelt. Der Zuschauer erfährt nicht, ob er die Waffen letztendlich versenkt oder rettet.

## Hintergrund
Die Dreharbeiten fanden an Originalschauplätzen und im Studio in London statt. Während der Dreharbeiten erkrankte der Schauspieler Lenny McLean an einer Rippenfellentzündung. Bei der Behandlung und weiteren Röntgenuntersuchungen stellte sich heraus, dass McLean an Lungenkrebs litt, der bereits Metastasen in seinem Gehirn gebildet hatte. Er starb kurz darauf am 28. Juli 1998, einige Wochen bevor der Film in die Kinos kam. Guy Ritchie widmete ihm den Film und ließ hierfür die Plakate und auch den Abspann des Films ändern.
Der englische Titel Lock, Stock and Two Smoking Barrels (wortwörtlich: Schloss, Schaft und zwei rauchende Läufe) ist eine Anspielung auf die Redewendung lock, stock and barrel, die sich von den drei wesentlichen Teilen eines Gewehrs ableitet. Im übertragenen Sinne heißt das etwa „mit allem Drum und Dran“, „mit Stumpf und Stiel“, „mit Sack und Pack“.
Die Uraufführung fand im August 1998 auf dem Edinburgh Film Festival statt. Der Kinostart war am 28. August 1998. Der Kinostart in Deutschland erfolgte am 3. Dezember 1998. Gegenüber einem Budget von geschätzten £960.000 stehen Einspielergebnisse von $3.650.677 in den USA und £11.399.953 in Großbritannien. Es folgte ein knapp 12 Minuten längerer Director’s Cut des Films, der sowohl in den USA (unter der Bezeichnung Locked ’N Loaded Director’s Cut erschienen) als auch im Produktionsland England erhältlich ist.
Nach dem weltweiten Erfolg koproduzierte Guy Ritchie im Jahr 2000 eine relativ kurze (ein Pilotfilm und sechs Folgen bzw. Episoden) britische Fernsehserie gleichen Namens Lock, Stock…, allerdings mit anderen Schauspielern, die mit deutschem und englischem Ton in DD 2.0 auf einer etwa 390 Minuten langen DVD (FSK 12) seit Ende 2009 in Deutschland erhältlich ist.

## Rezeption
Bube, Dame, König, grAS erhielt ein gutes Presseecho, was sich auch in den Auswertungen US-amerikanischer Aggregatoren widerspiegelt. So erfasst Rotten Tomatoes überwiegend positive Besprechungen und ordnet den Film damit als „Verbrieft Frisch“ ein. Laut Metacritic fallen die Bewertungen im Mittel „Grundsätzlich Wohlwollend“ aus. Es folgen einige repräsentative Pressestimmen:

„Ein ungewöhnlicher Gangsterfilm, der freilich an der überbordenden Fülle seiner Drehbucheinfälle leidet und trotz guter Ansätze die Geschichte nicht auf den Punkt bringt. Einige Brutalitäten verstören ebenso wie die spröde Bildsprache des Films, der ein fatalistisches Weltbild vorstellt.“

„Der geniale Spaß zwischen schwarzer Komödie, hartem 70er-Jahre-Krimi und britischem jungen Kino ist in England längst ein Riesenerfolg und wird auch hier alle begeistern, die schrille Anschläge auf die Moral und eingefahrene Sehgewohnheiten lieben.“

Bube, Dame, König, grAS war für den BAFTA Award 1999 als „Bester Britischer Film“ des Jahres 1998 nominiert. Im Jahr 2000 gewann Matthew Vaughn den Edgar Allan Poe Award in der Kategorie „Bestes Drehbuch“ für Bube, Dame, König, grAS.
Darüber hinaus setzen die Nutzer der Filmdatenbank IMDb Bube, Dame, König, grAS auf Platz 167 ihrer Top 250 beliebtesten Filme.